# Chrysler Airflow (EV)
Pour le modèle de 1934, voir Chrysler Airflow.
La Chrysler Airflow EV est un concept car de crossover électrique du constructeur automobile américain Chrysler présenté en 2022.

## Présentation
La Chrysler Airflow Vision Concept est annoncé par le groupe Fiat Chrysler Automobiles au CES 2020 avant sa présentation officielle deux ans plus tard au CES 2022.
L'Airflow Concept reprend le nom de la Chrysler Airflow, première voiture dont la conception a pris en compte l'importance de l'aérodynamisme. Le but est de montrer une évolution de l'automobile comme l'a fait son ancêtre.

### Chrysler Airflow Graphite Concept

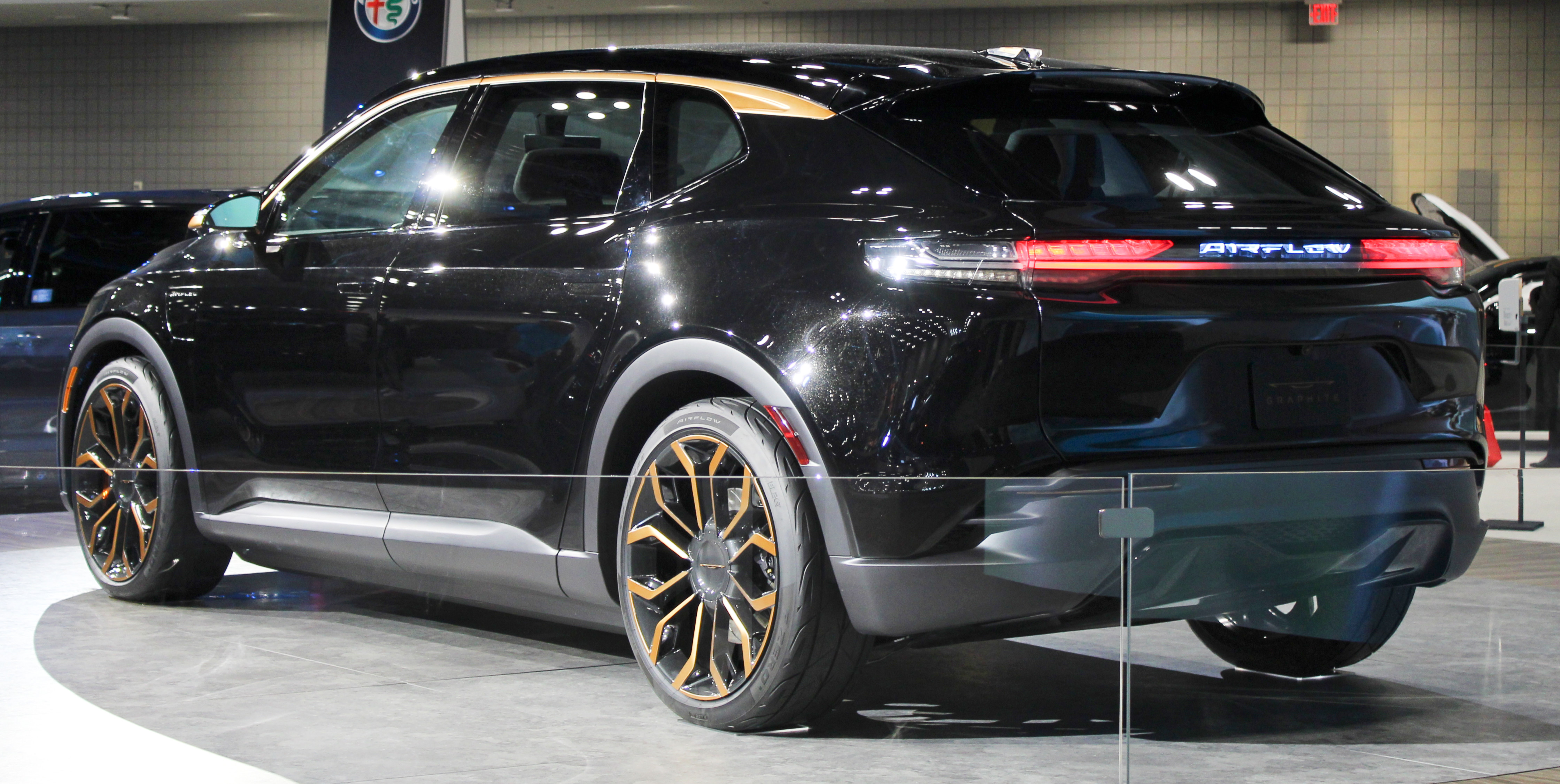
Vue arrière.

Au salon de l'automobile de New York 2022, Chrysler présente une nouvelle version du concept car Airflow revêtu d'une teinte de carrosserie noire, d'éléments cuivrés, et d'un habitacle gris.

## Caractéristiques techniques
Conçue sur la plate-forme technique STLA Medium (une évolution de la plate-forme EMP2) du groupe Stellantis, il s'équipe d'une motorisation électrique et d'un design futuriste. Ayant la forme d'un SUV compact, les lignes sont fluides mais musclées. Les roues sont enveloppées dans leurs passages, et les feux arrière sont reliées de la même manière que la Dodge Charger. 
À l'intérieur, tous les équipements sont numériques à l'exception du bouton de démarrage et des touches de navigation au volant. L'interface des écrans est personnalisable, chaque passager ayant accès aux informations du véhicule en temps réel. 